# Blanshard Peak
Blanshard Peak är en bergstopp i Kanada.   Den ligger i provinsen British Columbia, i den södra delen av landet, 3 500 km väster om huvudstaden Ottawa. Toppen på Blanshard Peak är 1 550 meter över havet, eller 181 meter över den omgivande terrängen. Bredden vid basen är 0,47 km.
Terrängen runt Blanshard Peak är bergig åt nordost, men åt sydväst är den kuperad.Runt Blanshard Peak är det ganska tätbefolkat, med 222 invånare per kvadratkilometer.. Närmaste större samhälle är Maple Ridge, 15,5 km sydväst om Blanshard Peak.
I omgivningarna runt Blanshard Peak växer i huvudsak barrskog.